# Pensar É Fazer Música
Pensar É Fazer Música é o segundo álbum do músico brasileiro Paulinho Moska, lançado em 1995 com o selo EMI-Odeon.

## o Álbum
Trata-se de um álbum mais pop que o primeiro, e com pegadas de MPB.
O disco foi inspirado nos estudos de filosofia, onde o músico entrou em contato com a obra de Gilles Deleuze. Foi nesse disco, que Paulinho Moska teve uma impulsão mercadológica, devido às músicas "O Último Dia", tema de abertura da mini-novela "O Fim do Mundo", da Rede Globo, e de "Qualquer Outro Amor", tema de Guiga, na novela Cara & Coroa, também da Rede Globo. Além disso, em 2015, a escola de samba carioca G.R.E.S. Mocidade Independente de Padre Miguel, aproveitou o hit para desenvolver o enredo “Se o mundo fosse acabar, me diz o que você faria se só te restasse um dia?”, criado pelo carnavalesco Paulo Barros.

### Faixas
| #  | Faixa                     | Composição                    |
| -- | ------------------------- | ----------------------------- |
| 1  | Nada pra colher no jardim | Paulinho Moska                |
| 2  | Amém                      | Vitor Chicri, Paulinho Moska  |
| 3  | Careta                    | Paulinho Moska                |
| 4  | Me deixe sozinho          | Paulinho Moska                |
| 5  | O Último Dia              | Billy Brandão, Paulinho Moska |
| 6  | O ano passado que vem     | Paulinho Moska                |
| 7  | Boca                      | George Israel, Paulinho Moska |
| 8  | Admiração                 | Paulinho Moska                |
| 9  | O corpo                   | Paulinho Moska                |
| 10 | Camaleão                  | Paulinho Moska                |
| 11 | Não havia nada lá         | Paulinho Moska                |
| 12 | Qualquer outro amor       | Paulinho Moska                |
| 13 | Medo de Deus              | Paulinho Moska                |
| 14 | Espaço liso (O fado)      | Paulinho Moska                |
| 15 | Pensar é fazer música     | Paulinho Moska                |

## Prêmios e Honrarias
- Em 2000, a canção O Último Dia foi selecionada para a coleção "As cem melhores do século" (EMI Music), produzida por Ricardo Cravo Albin.[4]